# Cesare Sterbini
Cesare Sterbini (ur. 29 października 1783 w Rzymie, zm. 19 stycznia 1831) – librecista włoskiej opery.
Jego najsłynniejsza praca to teksty do dwóch oper Gioacchino Rossiniego: libretto Cyrulik sewilski, oparte na komedii Pierre’a Augustina Carona de Beaumarchais oraz libretto dla Torvaldo i Dorliska.
Jak prawie wszyscy współcześni mu libreciści, Sterbini utrzymywał się z innych środków. Od 1814 był urzędnikiem w administracji papieskiej.
Debiutował jako autor słów do kantaty Paolo i Virgini, z tematem zaczerpniętym z powieści Bernardina de Saint-Pierre, do muzyki Vincenzo Migliorucciego (teatr Valle, 4 lipca 1812).
Zmarł w Rzymie 19 stycznia 1831.

## Libretta
- Paolo e Virginia, kantata, muzyka Vincenzo Migliorucci (1812).
- Torvaldo i Dorliska, opera semiseria, muzyka Gioacchino Rossini (1815).
- Cyrulik sewilski opera buffa, muzyka Gioacchino Rossini (1816). Libretto było także wykorzystane do oper Costantino Dall'Argine (1868), Giuseppe Graffigna (1879) i Alberto Torazza (1924).
- Il credulo deluso, opera, muzyka Giovanni Tadolini (1817).
- Il contraccambio, opera, muzyka Giacomo Cordella (1819).
- Il gabbamondo, opera, muzyka Pietro Generali (1819).
- Isaura e Ricciardo, opera, muzyka Francesco Basili (1820)[1].